# Обершлеттенбах

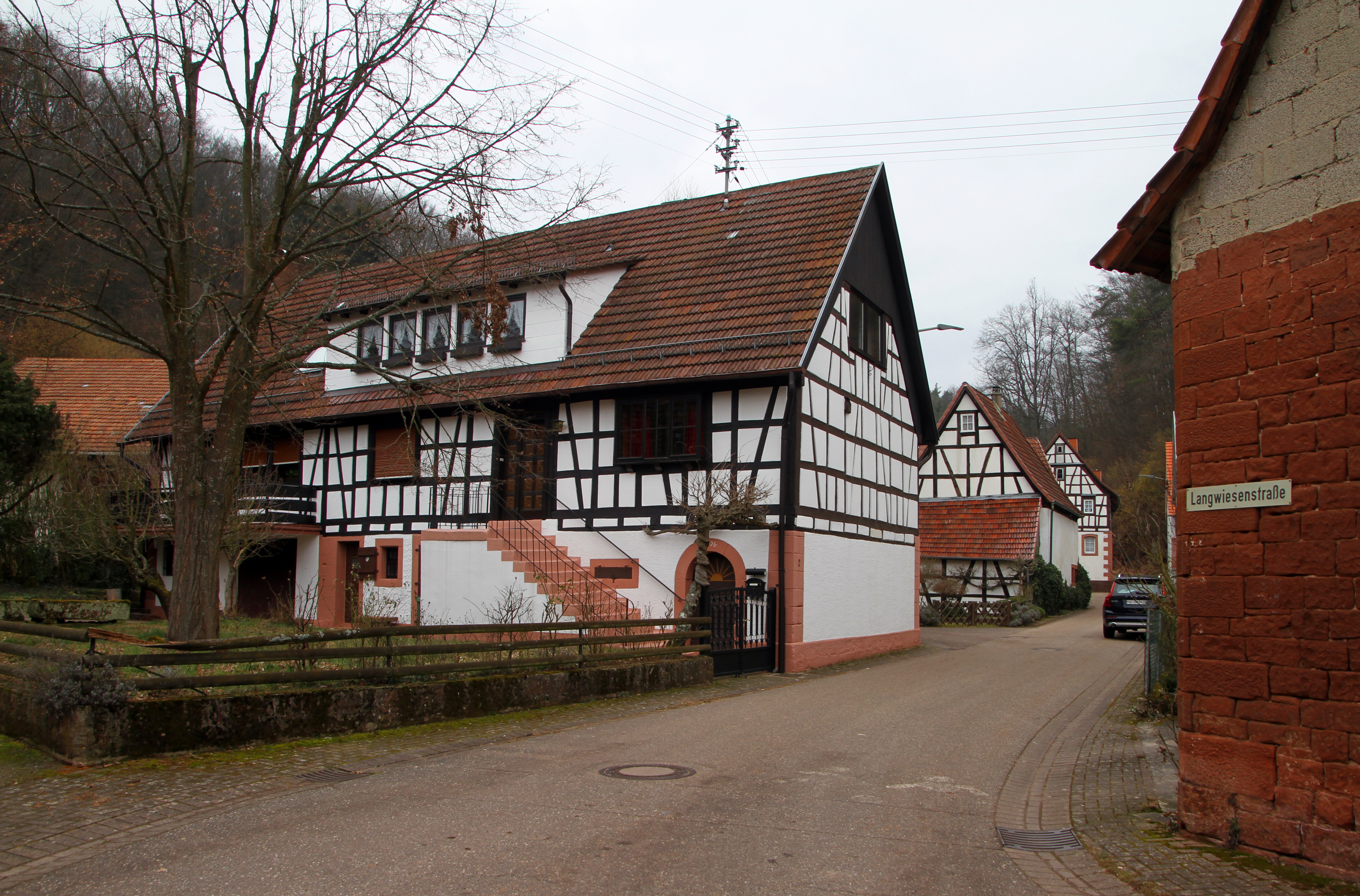

Обершлеттенбах (нем. Oberschlettenbach) — коммуна в Германии, в земле Рейнланд-Пфальц. 
Входит в состав района Южный Вайнштрассе. Подчиняется управлению Бад Бергцаберн.  Население составляет 139 человек (на 31 декабря 2010 года). Занимает площадь 4,58 км².